# Yousef Nasser
Yousef Nasser (arabul: يوسف ناصر; Kuvaitváros, 1990. október 9. –) kuvaiti labdarúgó, az élvonalbeli Kuwait SC csatára.

## Pályafutása

### A válogatottban
2009-ben mutatkozott be a kuvaiti válogatottban. 2010-ben hazája válogatottjával megnyerte a Nyugat-ázsiai bajnokságot és az Öböl-kupát. Kétszer vett részt Ázsia-kupán: 2011-ben és a 2015-ben.

## Sikerei, díjai

### Klubcsapatokkal
Kazma SC
- Kuvaiti emir kupa: 2011
- Kuvaiti szövetségi Kupa: 2015–16

Kuvait SC
- Kuvaiti bajnokság: 2019–20, 2021–22, 2022–23, 2023–24
- Kuvaiti emir kupa: 2020–21, 2022–23
- Kuvaiti koronaherceg kupa: 2020–21
- Kuvaiti szuperkupa : 2020, 2022, 2023–24

### A válogatottal
Kuvait
- Nyugat-ázsiai bajnokság: 2010
- Öböl-kupa: 2010